# Sistema orario thailandese a 6 ore
Il sistema orario thailandese a 6 ore è un sistema tradizionalmente usato in Thailandia per tenere il tempo, parallelamente all'ufficiale sistema orario a 24 ore. Come molti degli altri sistemi più comuni divide il giorno in 24 ore, ma lo divide anche in quattro quarti, ognuno costituito da 6 ore.
Le ore in ogni quarto (ad eccezione della sesta) sono dette con parole o frasi designate, 
che sono:
- ... mong chao (...โมงเช้า, mōːŋ tɕʰáːw) per la prima metà del giorno (dalle 07:00 alle 12:59)
- Bai ... mong (บ่าย...โมง, [bàːj mōːŋ]) per la seconda meta del giorno (dalle 13:00 alle 18:59)
- ... thum (...ทุ่ม, [tʰûm]) per la prima metà della notte (dalle 19:00 alle 00:59)
- Ti ... (ตี..., [tīː]) per la seconda metà della notte (dalle 01:00 alle 06:59)

Si crede che questi vocaboli si siano originati dai suoni dei tradizionali apparecchi di misura del tempo. Il gong era usato per annunciare le ore durante il giorno, e il tamburo di notte. Quindi i termini mong, onomatopea del suono del gong, e thum, del suono del tamburo. Ti è un verbo che significa "colpire o battere", e si presume che si sia originato dall'atto di colpire lo stesso apparecchio di misura del tempo. Chao e bai sono rispettivamente tradotti in mattino e pomeriggio, e aiutano a differenziare i due quarti del giorno.
Le seste ore di ogni quarto si indicano con una serie diversa di termini. La sesta ora all'alba si chiama yam rung (ย่ำรุ่ง, [jâm rûŋ]), e la sesta ora al tramonto è chiamata yam kham (ย่ำค่ำ, [jâm kʰâm]), entrambe riferite all'atto di colpire il gong o il tamburo in seguito all'annuncio del cambiamento del giorno (yam), dove rung e kham, che significano alba e tramonto, denotano l'ora di questi avvenimenti. Le ore del mezzogiorno e della mezzanotte sono dette rispettivamente thiang (เที่ยง, [tʰîaːŋ], o thiang wan, เที่ยงวัน, [tʰîaːŋ wān]) e thiang khuen (เที่ยงคืน, [tʰîaːŋ kʰɯ̄ːn]), entrambi i quali si traducono letteralmente come mezzogiorno e mezzanotte.
La mezzanotte è chiamata anche song yam (สองยาม, [sɔ̆ːŋ jāːm], da notare che yam è una parola diversa), un riferimento al termine del secondo periodo di 3 ore dell'orologio notturno (song si traduce come il numero due). Inoltre, hok (6) thum and ti hok possono anche essere usati in riferimento alle ore della mezzanotte e dell'alba, seguendo l'uso generale per le altre ore, sebbene più raramente, e le ore dalla quarta alla sesta della seconda metà delle ore diurne possono anche essere chiamate ... mong yen (...โมงเย็น, [mōːŋ jēn]), dove yen sta per sera.
Questo sistema è stato in uso in varie forme a partire dal periodo del Regno Ayutthaya, ma è stato codificato in modo simile alla sua forma attuale soltanto nel 1901 ad opera del re Chulalongkorn nella Gazzetta Reale 17:206. Attualmente, è usato solo nel linguaggio colloquiale. Comunque, si riscontra più frequentemente una forma modificata dell'orologio a sei ore, nella quale di solito la prima metà delle ore del giorno (inclusa la sesta ora del quarto precedente) è conteggiata al modo del sistema a dodici ore, cioè hok (6) mong chao, chet (7) mong, ecc. fino a sip et (11) mong.
Un confronto tra i due sistemi si propone nel modo seguente:
| Sistema a 6 ore     | Sistema a 6 ore      | Sistema a 6 ore                  | Sistema a 6 ore | Sistema a 6 ore modificato | Sistema a 6 ore modificato | Sistema a 24 ore |
| Significato         | Thai                 | Traslitterazione                 | Note            | Thai                       | Traslitterazione           | ISO              |
| ------------------- | -------------------- | -------------------------------- | --------------- | -------------------------- | -------------------------- | ---------------- |
| 1 del primo mattino | ตีหนึ่ง                 | ti nueng                         | nueng = uno     | ตีหนึ่ง                       | ti nueng                   | 01:00            |
| 2 del primo mattino | ตีสอง                 | ti song                          | song = due      | ตีสอง                       | ti song                    | 02:00            |
| 3 del primo mattino | ตีสาม                 | ti sam                           | sam = tre       | ตีสาม                       | ti sam                     | 03:00            |
| 4 del primo mattino | ตีสี่                   | ti si                            | si = quattro    | ตีสี่                         | ti si                      | 04:00            |
| 5 del primo mattino | ตีห้า                  | ti ha                            | ha = cinque     | ตีห้า                        | ti ha                      | 05:00            |
| 6 del primo mattino | ตีหก, ย่ำรุ่ง            | ti hok, yam rung                 | hok = sei       | หกโมงเช้า                   | hok mong chao              | 06:00            |
| 1 del mattino       | โมงเช้า               | mong chao                        |                 | เจ็ดโมง                     | chet mong                  | 07:00            |
| 2 del mattino       | สองโมงเช้า            | song mong chao                   |                 | แปดโมง                     | paet mong                  | 08:00            |
| 3 del mattino       | สามโมงเช้า            | sam mong chao                    |                 | เก้าโมง                     | kao mong                   | 09:00            |
| 4 del mattino       | สีโมงเช้า              | si mong chao                     |                 | สิบโมง                      | sip mong                   | 10:00            |
| 5 del mattino       | ห้าโมงเช้า             | ha mong chao                     |                 | สิบเอ็ดโมง                   | sip et mong                | 11:00            |
| mezzogiorno         | เที่ยงวัน               | thiang wan                       |                 | เที่ยง(วัน)                   | thiang (wan)               | 12:00            |
| 1 del pomeriggio    | บ่ายโมง               | bai mong                         |                 | บ่ายโมง                     | bai mong                   | 13:00            |
| 2 del pomeriggio    | บ่ายสองโมง            | bai song mong                    |                 | บ่ายสอง(โมง)                | bai song (mong)            | 14:00            |
| 3 del pomeriggio    | บ่ายสามโมง            | bai sam mong                     |                 | บ่ายสาม(โมง)                | bai sam (mong)             | 15:00            |
| 4 del pomeriggio    | บ่ายสี่โมง              | bai si mong                      |                 | สี่โมงเย็น, บ่ายสี่โมง           | si mong yen, bai si mong   | 16:00            |
| 5 del pomeriggio    | บ่ายห้าโมง             | bai ha mong                      |                 | ห้าโมงเย็น, บ่ายห้าโมง         | ha mong yen, bai ha mong   | 17:00            |
| 6 della sera        | หกโมงเย็น, ย่ำค่ำ       | hok mong yen, yam kham           |                 | หกโมงเย็น                   | hok mong yen               | 18:00            |
| 1 della notte       | หนึ่งทุ่ม                | nueng thum                       |                 | หนึ่งทุ่ม                      | nueng thum                 | 19:00            |
| 2 della notte       | สองทุ่ม                | song thum                        |                 | สองทุ่ม                      | song thum                  | 20:00            |
| 3 della notte       | สามทุ่ม                | sam thum                         |                 | สามทุ่ม                      | sam thum                   | 21:00            |
| 4 della notte       | สี่ทุ่ม                  | si thum                          |                 | สี่ทุ่ม                        | si thum                    | 22:00            |
| 5 della notte       | ห้าทุ่ม                 | ha thum                          |                 | ห้าทุ่ม                       | ha thum                    | 23:00            |
| mezzanotte          | หกทุ่ม, เที่ยงคืน, สองยาม | thiang khuen, hok thum, song yam |                 | เที่ยงคืน, หกทุ่ม               | thiang khuen, hok thum     | 24:00, 00:00     |